# 'Ata
'Ata é uma pequena ilha rochosa e desabitada no extremo sul do arquipélago de Tonga, situado na Oceania. É também conhecida como ilha Pylstaart. Não deve ser confundida com a ilha de Ata, que é uma outra ilha desabitada, ao norte de Tongatapu.
'Ata situa-se a 157 km a sudoeste da ilha principal de Tonga, Tongatapu, e a 163 km a sudoeste da ilha ʻEua, tendo cerca de 1,7 km de norte a sul e uma largura de 1,6 km. A sua área é de 2,3 km², mas há fontes que relatam ter apenas 1,5 km². 'Ata tem 355 metros de altitude máxima.